# Bern Dibner
Berne Dibner (18 août 1897 - 6 janvier 1988) est un ingénieur électricien, industriel et historien des sciences et des techniques. Il est à l'origine de deux importantes collections de bibliothèques américaines sur l'histoire de la science et de la technologie.

## Biographie
Dibner est né à Lisianka, près de Kiev, en Ukraine, en 1897 dans une famille juive. Il déménage aux États-Unis avec sa famille à l'âge de 7 ans. En 1921, il est diplômé de l'Institut polytechnique de Brooklyn avec un diplôme en génie électrique.
Peu de temps après avoir obtenu son diplôme, Dibner conçoit et brevète les premiers connecteurs électriques sans soudure et fonde la Burndy Engineering Company en 1924. La société devient plus tard la Burndy Corporation et est rachetée par la société française Framatome Connectors International (FCI) en 1988. 
En 1954, Dibner devient membre du conseil d'administration de la Ligue juive américaine contre le communisme.
En plus de l'électrotechnique, Dibner étudie l'histoire de la technologie. Il est un collectionneur passionné d'œuvres scientifiques originales et de livres sur l'histoire des sciences, ainsi que des milliers de portraits de divers scientifiques. Bern Dibner écrit également un grand nombre de livres sur l'histoire des sciences, comme The Atlantic Cable en 1955. En 1976, il reçoit la Médaille George-Sarton de la History of Science Society.
Dibner est fasciné par la combinaison de l'art et de la technologie dans l'œuvre de Léonard de Vinci. Il rassemble une bibliothèque d'ouvrages sur de Vinci qui s'agrandit au fil des ans à mesure que les intérêts de Dibner s'étendent à l'histoire de l'électricité, à l'histoire de la technologie de la Renaissance et enfin à l'histoire de la science et de la technologie en général.
En 1941, Dibner créé officiellement la bibliothèque Burndy en tant qu'institution distincte «pour faire progresser l'érudition dans l'histoire des sciences». En 1964, la collection de la bibliothèque Burndy compte plus de 40 000 volumes et Dibner ouvre un nouveau bâtiment à Norwalk, Connecticut, pour abriter la bibliothèque.
En 1974, Dibner fait don d'un quart des fonds de la bibliothèque Burndy à la Smithsonian Institution pour former le noyau d'une bibliothèque de recherche en histoire des sciences et de la technologie. Elle est située au Musée national d'histoire américaine. En 1976, la Smithsonian's Dibner Library of the History of Science and Technology  est créée, fournissant aux Smithsonian Institution Libraries sa première collection de livres rares, contenant de nombreuses œuvres majeures datant du XVe au début du XIXe siècle dans l'histoire de la science et de la technologie, notamment l'ingénierie, les transports, la chimie, les mathématiques, la physique, l'électricité et l'astronomie. La bibliothèque Smithsonian Dibner, comprenant 35 000 volumes, est rouverte après sa construction au printemps 2010 et est située au Musée national d'histoire américaine sur le National Mall à Washington DC.
Dibner est décédé à son domicile de Wilton, Connecticut, le 6 janvier 1988. Après sa mort, la bibliothèque Burndy déménage à Cambridge, Massachusetts en 1992, où elle devient la bibliothèque de recherche du Dibner Institute for the History of Science and Technology du Massachusetts Institute of Technology. En novembre 2006, la collection complète de la bibliothèque Burndy, alors composée de 67 000 volumes rares et d'une collection d'instruments scientifiques, est donnée et intégrée à la bibliothèque Huntington de Saint-Marin, en Californie, où elle est accessible aux universitaires. La bibliothèque Huntington propose désormais un programme d'histoire des sciences Dibner pour financer des bourses, une série de conférences et une conférence annuelle.